# Lijst van voetbalinterlands Bulgarije - Moldavië
Deze lijst van voetbalinterlands is een overzicht van alle officiële voetbalwedstrijden tussen de nationale teams van Bulgarije en Moldavië. De landen speelden tot op heden twee keer tegen elkaar. De eerste ontmoeting, een kwalificatiewedstrijd voor het Europees kampioenschap voetbal 1996, werd gespeeld in Sofia op 16 november 1994. Het laatste duel, de returnwedstrijd in dezelfde kwalificatiereeks, vond plaats op 26 april 1995 in Chisinau.

## Wedstrijden
| № | Plaats   | Datum            | Competitie           | Wedstrijd            | Uitslag |
| - | -------- | ---------------- | -------------------- | -------------------- | ------- |
| 1 | Sofia    | 16 november 1994 | EK 1996 kwalificatie | Bulgarije – Moldavië | 4 – 1   |
| 2 | Chisinau | 26 april 1995    | EK 1996 kwalificatie | Moldavië – Bulgarije | 0 – 3   |

## Samenvatting
| Competitie      | Totaal gespeeld | Winst Bulgarije | Gelijk | Winst Moldavië | Doelsaldo Bulgarije – Moldavië |
| --------------- | --------------- | --------------- | ------ | -------------- | ------------------------------ |
| EK-kwalificatie | 2               | 2               | 0      | 0              | 7 − 1                          |
| Totaal          | 2               | 2               | 0      | 0              | 7 − 1                          |

Wedstrijden bepaald door strafschoppen worden, in lijn met de FIFA, als een gelijkspel gerekend.

## Details

### Eerste ontmoeting
| EK 1996 kwalificatie (Sofia, Bulgarije, 16 november 1994): |              | |
| Bulgarije | 4 – 1        | Moldavië |
| Christo Stoitsjkov 45' Krassimir Balakov 64' Christo Stoitsjkov 85' Emil Kostadinov 87' | goals        | 59' Serghei Clescenco |
| Dimitar Penev | bondscoach   | Ion Caras |
| Borislav Mikhailov Ilian Kiriakov Trifon Ivanov Petar Hubchev Tzanko Tzvetanov Yordan Lechkov 86' Krassimir Balakov Ivailo Yordanov Christo Stoitsjkov Emil Kostadinov Lyuboslav Penev 80' | opstellingen | Vasile Coşelev Serghei Secu Valeriu Pogorelov Serghei Belous Serghei Stroenco Radu Rebeja Serghei Nani 82' Alexandru Curtianu Igor Oprea Serghei Cleşcenco Alexandru Spiridon |
| Nasko Sirakov 80' Stanimir Stoilov 86' | wissels      | 82' Vladimir Kosse |
| | gele kaarten | 27' Serghei Stroenco |

### Tweede ontmoeting
| EK 1996 kwalificatie (Chisinau, Moldavië, 26 april 1995): |              | |
| Moldavië | 0 – 3        | Bulgarije |
| | goals        | 29' Krassimir Balakov 54' Christo Stoitsjkov 67' Christo Stoitsjkov |
| Ion Caras | bondscoach   | Dimitar Penev |
| Vasile Coşelev Serghei Secu Oleg Fistican Valeriu Pogorelov Emil Caras 65' Radu Rebeja Igor Oprea 83' Serghei Belous Serghei Nani Alexandru Curtianu Serghei Cleşcenco | opstellingen | Borislav Mikhailov 82' Emil Kremenliev Trifon Ivanov Tzanko Tzvetanov Petar Hubchev Zlatko Yankov Ivailo Yordanov Krassimir Balakov Yordan Lechkov 79' Christo Stoitsjkov Lyuboslav Penev |
| Vladimir Gaidamaşciuc 65' Boris Cebotari 83' | wissels      | 79' Petar Mihtarski 82' Ilian Kiriakov |
| | gele kaarten | 62' Emil Kremenliev |
| - Debuut van Oleg Fistican (FC Zimbru Chişinău) voor Moldavië. |              | |